# Marienfeld (Groß Lassowitz)

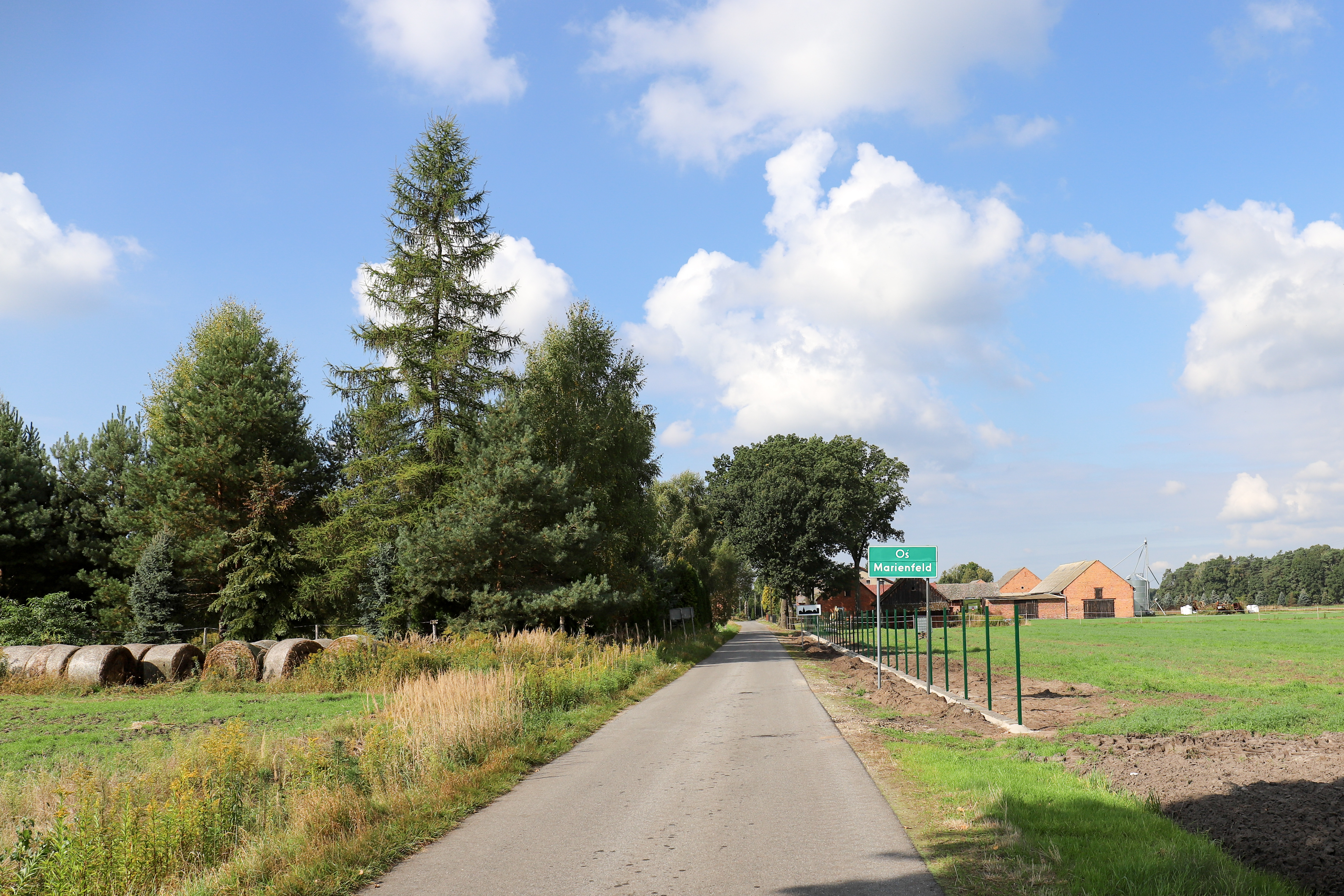
Ortseingang

Marienfeld, polnisch Oś ist ein Dorf im polnischen Powiat Kluczborski der Woiwodschaft Opole. Es gehört zur zweisprachigen Gemeinde Gross Lassowitz (Lasowice Wielkie).

## Geographie

### Geographische Lage
Marienfeld liegt im Nordwesten der historischen Region Oberschlesien. Das Dorf liegt fünf Kilometer nordwestlich vom Gemeindesitz Groß Lassowitz, rund dreizehn Kilometer südlich von der Kreisstadt Kluczbork (Kreuzburg) und rund 38 Kilometer nordöstlich der Woiwodschaftshauptstadt Opole (Oppeln).
Nördlich von Marienfeld fließt die Bogacica (Bodländer Flössbach), ein linker Zufluss des Stobers. Westlich des Dorfes liegt der Landschaftsschutzpark Stobrawski.

### Nachbarorte
Nachbarorte von Marienfeld sind im Südosten der Gemeindesitz Gross Lassowitz (poln.  Lasowice Wielkie), im Süden Thule (poln. Tuły) und im Westen Georgenwerk (Bukowo).

## Geschichte
Die Kolonie Marienfeld wurde 1770 gegründet. Die Siedler stammten vorwiegend aus Böhmen und Mähren. 1792 wurde in dem mehrheitlich evangelischen Ort eine evangelische Schule eröffnet.
Nach der Neuorganisation der Provinz Schlesien gehörte die Landgemeinde Marienfeld ab 1816 zum Landkreis Rosenberg O.S. im Regierungsbezirk Oppeln.
1845 bestanden im Dorf eine evangelische Schule und 26 weitere Häuser. Im gleichen Jahre lebten in Marienfeld 218 Menschen, davon 100 katholisch. Ab 1874 war Marienfeld dem Amtsbezirk Thule eingegliedert, welcher aus den Landgemeinden Marienfeld und Thule und dem Gutsbezirk Thule bestand.
Bei der Volksabstimmung in Oberschlesien am 20. März 1921 stimmten 159 Wahlberechtigte für einen Verbleib bei Deutschland und 14 für Polen. Marienfeld verblieb beim Deutschen Reich. 1925 lebten im Ort 216 Einwohner und 1933 hatte der Ort 209 Einwohner. Am 1. April 1939 wurde Marienfeld in den Ort Kiefernwalde eingegliedert. Bis 1945 befand sich der Ort im Landkreis Rosenberg O.S.
Als Folge des Zweiten Weltkrieges kam der Ort 1945 an Polen, wurde in Oś umbenannt und der Woiwodschaft Schlesien angeschlossen. Von 1945 bis 1975 befand sich der Ort im Powiat Oleski. 1950 kam der Ort zur Woiwodschaft Opole. 1999 kam der Ort zum Powiat Kluczborski. Am 18. Oktober 2006 wurde in der Gemeinde Groß Lassowitz, der Marienfeld angehört, Deutsch als zweite Amtssprache eingeführt. Am 16. August 2010 erhielt der Ort zusätzlich den amtlichen deutschen Ortsnamen Marienfeld.